# 2008年のオリックス・バファローズ
2008年のオリックス・バファローズでは、2008年シーズンのオリックス・バファローズの動向についてまとめる。
この年のオリックス・バファローズは、テリー・コリンズ監督の2年目のシーズンである。キャッチフレーズは「One Heart Beat」。

## 概要
西武からアレックス・カブレラが移籍してグレッグ・ラロッカ、タフィ・ローズと外国人3人が開幕オーダーに名を連ね1996年以来12年ぶりの優勝が期待されたが、4月を首位西武と7.5ゲーム差の最下位に終わり開幕ダッシュには失敗。チームの低迷は開幕後も続き、5月にはコリンズ監督が成績不振を理由に辞任。コリンズ辞任を受けて大石大二郎ヘッド兼内野守備走塁コーチが監督代行として指揮を執るが、開幕ダッシュ失敗の影響もあってチームはBクラス生活が続いた。しかし8月に大石が正式に監督に就任すると、4位に浮上して快進撃を開始。終盤になって借金を全て返済しロッテやソフトバンクを追い抜いた。前半戦の低迷が響いて優勝は逃したものの、小松聖が15勝、さらにカブレラ、ローズら外国人選手の活躍もあって最終的に2位に入るとともに、球団初のクライマックスシリーズ進出を果たした。

## チーム成績

### レギュラーシーズン
| 1 | 中 | 坂口智隆 |
| 2 | 左 | 迎祐一郎 |
| 3 | 三 | ラロッカ |
| 4 | 指 | ローズ   |
| 5 | 一 | カブレラ |
| 6 | 右 | 濱中治   |
| 7 | 二 | 後藤光尊 |
| 8 | 遊 | 大引啓次 |
| 9 | 捕 | 日高剛   |
|   | 投 | 金子千尋 |

| 順位 | 4月終了時    | 4月終了時 | 5月終了時    | 5月終了時 | 6月終了時    | 6月終了時 | 7月終了時    | 7月終了時 | 8月終了時    | 8月終了時 | 最終成績     | 最終成績 |
| ---- | ------------ | --------- | ------------ | --------- | ------------ | --------- | ------------ | --------- | ------------ | --------- | ------------ | -------- |
| 1位  | 西武         | --        | 西武         | --        | 西武         | --        | 西武         | --        | 西武         | --        | 西武         | --       |
| 2位  | 楽天         | 1.5       | 日本ハム     | 2.0       | 日本ハム     | 1.0       | 日本ハム     | 4.5       | ソフトバンク | 8.0       | オリックス   | 2.5      |
| 3位  | 日本ハム     | 2.0       | 楽天         | 4.0       | ソフトバンク | 3.5       | ソフトバンク | 5.5       | オリックス   | 9.0       | 日本ハム     | 4.0      |
| 4位  | ロッテ       | 2.5       | ソフトバンク | 5.5       | 楽天         | 4.0       | オリックス   | 8.0       | 日本ハム     | 10.0      | ロッテ       | 4.5      |
| 5位  | ソフトバンク | 4.5       | オリックス   | 10.0      | オリックス   | 10.0      | ロッテ       | 8.5       | ロッテ       | 10.5      | 楽天         | 11.5     |
| 6位  | オリックス   | 7.5       | ロッテ       | 10.5      | ロッテ       | 10.5      | 楽天         | 11.5      | 楽天         | 15.5      | ソフトバンク | 12.5     |

| 順位 | 球団                         | 勝 | 敗 | 分 | 勝率 | 差   |
| 1位  | 埼玉西武ライオンズ           | 76 | 64 | 4  | .543 | 優勝 |
| 2位  | オリックス・バファローズ     | 75 | 68 | 1  | .524 | 2.5  |
| 3位  | 北海道日本ハムファイターズ   | 73 | 69 | 2  | .514 | 4.0  |
| 4位  | 千葉ロッテマリーンズ         | 73 | 70 | 1  | .510 | 4.5  |
| 5位  | 東北楽天ゴールデンイーグルス | 65 | 76 | 3  | .461 | 11.5 |
| 6位  | 福岡ソフトバンクホークス     | 64 | 77 | 3  | .454 | 12.5 |

#### 交流戦
| 順位 | 球団                         | 勝 | 敗 | 分 | 勝率 | 差   |
| 1位  | 福岡ソフトバンクホークス     | 15 | 9  | 0  | .625 | 優勝 |
| 2位  | 阪神タイガース               | 15 | 9  | 0  | .625 | 0.0  |
| 3位  | 北海道日本ハムファイターズ   | 14 | 10 | 0  | .583 | 1.0  |
| 4位  | 読売ジャイアンツ             | 14 | 10 | 0  | .583 | 1.0  |
| 5位  | 東北楽天ゴールデンイーグルス | 13 | 11 | 0  | .542 | 2.0  |
| 6位  | 広島東洋カープ               | 13 | 11 | 0  | .542 | 2.0  |
| 7位  | 中日ドラゴンズ               | 12 | 12 | 0  | .500 | 3.0  |
| 8位  | オリックス・バファローズ     | 11 | 13 | 0  | .458 | 4.0  |
| 9位  | 東京ヤクルトスワローズ       | 11 | 13 | 0  | .458 | 4.0  |
| 10位 | 千葉ロッテマリーンズ         | 10 | 14 | 0  | .417 | 5.0  |
| 11位 | 埼玉西武ライオンズ           | 10 | 14 | 0  | .417 | 5.0  |
| 12位 | 横浜ベイスターズ             | 6  | 18 | 0  | .250 | 9.0  |

- 同率の場合は前年の順位で上位のチームが上位にランクされる

### クライマックスシリーズ
| 日付                             | 試合  | ビジター球団（先攻）       | スコア | ホーム球団（後攻）       | 開催球場         |
| 10月11日（土）                   | 第1戦 | 北海道日本ハムファイターズ | 4－1   | オリックス・バファローズ | 京セラドーム大阪 |
| 10月12日（日）                   | 第2戦 | 北海道日本ハムファイターズ | 7－2   | オリックス・バファローズ | 京セラドーム大阪 |
| 勝者：北海道日本ハムファイターズ |       |                            |        |                          |                  |

## オールスターゲーム2008
| ポジション | 名前     | 選出回数 |
| ---------- | -------- | -------- |
| 抑え投手   | 加藤大輔 | 2        |
| 投手       | 山本省吾 | 初       |
| 投手       | 小松聖   | 初       |
| 捕手       | 日高剛   | 5        |
| 指名打者   | ローズ※  | 10       |

- 太字はファン投票で選ばれた選手。※印は選手間投票選抜。

## 表彰選手
- 新人王：小松聖
- 打点王：タフィ・ローズ（118打点、6年ぶり3度目）
- ベストナイン

アレックス・カブレラ（一塁手、2年連続3度目）
タフィ・ローズ（指名打者、初受賞）
- ゴールデングラブ賞

アレックス・カブレラ（一塁手、初受賞）
坂口智隆（外野手、初受賞）

## ドラフト
| 順位 | 選手名   | ポジション | 所属                     | 結果 |
| ---- | -------- | ---------- | ------------------------ | ---- |
| 1位  | 甲斐拓哉 | 投手       | 東海大学付属第三高       | 入団 |
| 2位  | 伊原正樹 | 投手       | 関西国際大学             | 入団 |
| 3位  | 西勇輝   | 投手       | 菰野高                   | 入団 |
| 4位  | 高島毅   | 内野手     | 青山学院大学             | 入団 |
| 5位  | 西川雅人 | 投手       | 愛媛マンダリンパイレーツ | 入団 |